# バブルガム・ブラザーズ
バブルガム・ブラザーズ（DA BUBBLEGUM BROTHERS）は、1983年にブラザー・トム（Bro.TOM）とブラザー・コーン（Bro.KORN）で結成された音楽デュオ。略称BGB。シングル『WON'T BE LONG』のヒットで知られる。

## 来歴・人物
小柳トム（Bro.TOM）と近藤伸明（Bro.KORN）の両者はそれぞれピン芸人で、飲み友達だった事から、ブルース・ブラザーズ（ジョン・ベルーシとダン・エイクロイド）に強い影響を受け、ブラックミュージックとコメディをMIXしたショーバンドを結成。
1983年、新宿ルイードなどライブハウスで活動を始める。「バブルガム」はアメリカのスラングで「子供っぽい」という意味がある。メジャー・デビュー前、初期は「和製ブルース・ブラザーズ」というノリで、ブラックミュージックを前面に打ち出して黒いスーツに黒い帽子、サングラスという揃いの衣装で歌い、放送プロデューサーの木崎徹がMCとしてステージに立っていた。映画『ブルース・ブラザース』のTV放送時には日本語吹き替えを担当した。
1985年、EPIC・ソニーよりシングル『忘れじのエヴリナイト』でデビュー。1987年に同じEPIC・ソニーのアーティストである大沢誉志幸プロデュースのジョイントライブ「赤坂グラマラスナイト」、翌1988年に大沢プロデュースのクリスマス・アルバム『Dance To Christmas』に参加。
1991年発売のシングル『Beautiful People』からグループ名の英語表記を定冠詞「THE」（ザ）から黒人英語の「DA」（ダ）に変え、コーンのスペルを2008年「KORN」から「KONE」に変更した。
1991年に、前年リリースのシングル『WON'T BE LONG』がカラオケで流行し、ミリオンセラーの大ヒットとなる（累計枚数170万枚）。同年12月31日放送の『第42回NHK紅白歌合戦』に初出場。NHKとの選曲の縺れから出演辞退となったHOUND DOGの代役として出演、歌唱後「THANKS TO HOUND DOG」と叫んだ。代役出演のオファーは、紅白の生放送6日前に仕事で行っていたニューヨークのマディソン・スクエア・ガーデンの前のホテルで知らされ、ニューヨークで残っていた仕事は次の年に持ち越すことにして一旦東京へ戻ったという。

### 活動休止～再開
1996年以降ソロ活動が多くなり、1997年8月1日リリースシングル『白い砂の少女』を最後に活動休止状態（2004年6月にライブを行った）となっていた。
2008年12月3日発売のシングル『Daddy's Party Night 〜懲りないオヤジの応援歌〜』で本格的に活動再開し、音楽番組にも出演した。その際、活動休止の理由が不仲によるものであったと語っている。再始動のきっかけは偶然、町でバッタリ会ったときに会話が弾んだことであった。「お互い病気を乗り越えた（トムは心筋梗塞、コーンは腎疾患）記念に、もう一度やろうか」と語った。2009年の「MORNIN'…」以降は目立った活動がなかったが、2018年より活動再開した。
2025年8月、デビュー40周年を迎えるにあたり、約16年ぶりとなるニューアルバムのリリースがソニーミュージックより決定。
Bro.KORN、Bro.TOMともに70歳を迎えるが、まだまだ精力的に活動している。

## ディスコグラフィ

### シングル
1. 忘れじのエヴリナイト（1985年3月6日）
2. 不注意なLove Song ／ SOUL SPIRIT Part II（1985年6月21日）
3. 心残りのアヴェニュー（1985年11月21日）
4. 潮時・ポーカーフェイス（1986年4月2日）
5. トラブル・ラッシュ（1986年7月21日） ・１２インチシングル
6. ブギーの若大将（1987年5月2日）
7. ガタガタ〜そうる別れ話〜（1987年11月21日）
8. 涙 街角 イルミネーション（1988年3月5日）
9. SOUL大臣（1988年7月21日）
10. 俺のジェリービーンズ（1988年10月21日）
11. ヘイ!TAX（1989年7月1日）
12. WON'T BE LONG／天国へのパスポート（1990年8月22日）
  - 2006年11月29日にはミュージック・ビデオ収録DVDが同梱されたマキシシングルが再発売された。
13. あの娘のダンスにくびったけ（1990年11月21日）
14. Beautiful People～明日への叫び／自由人（1991年5月2日）
  - 「Beautiful People～明日への叫び」は佛教大学のスチューデント・ソングとして楽曲制作された。
  - 1992年1月22日には「Beautiful People」「Beautiful People（カラオケ）」「WON'T BE LONG（カラオケ）」の3曲入りシングルが発売された。
15. Torokel Lady（1991年8月1日）
16. JUST BEGUN（1992年10月1日）
  - 映画「七人のおたく」主題歌
17. DA SCHOOL RAP（1992年11月21日）
  - フジテレビ「たけし・逸見の平成教育委員会」エンディングテーマ
  - ナレーター：岸田今日子。
  - 1番歌詞が歴代将軍や政権担当者。2番歌詞が元素の周期表。3番歌詞が年号の覚え方[9]。
18. Remember The Pearl Night（1993年7月21日）
19. GET GOOD GET GOD（1994年7月1日）
  - NHK「ワールドカップサッカーアメリカ '94」イメージソング
20. Hallelujah Hallelujoh（1994年10月21日）
21. 恋心キュル（1995年11月1日）
22. 恋の落とし穴〜Friday Night Fever〜（1996年9月1日）
23. 白い砂の少女（1997年8月1日）
24. Daddy's Party Night 〜懲りないオヤジの応援歌〜（2008年12月3日）
  - ミュージック・ビデオ収録DVDが同梱された初回限定盤も同時発売。
25. 東京JUICE（2009年4月22日）
  - 日本テレビ「おもいッきりDON!」エンディングテーマ
26. MORNIN'…feat.Metis（2009年10月14日）

### アルバム

#### オリジナル・アルバム
1. SOUL SPIRIT Part II（1985年9月21日）
2. JAMBOREE（1986年4月2日）
3. 非難GO-GO（1987年6月21日）
4. 内黒SOUL大臣（1988年10月21日）
5. YAPPA J.B（1989年10月21日）
6. BORN TO BE FUNKY「ファンキーで行こう!!」（1990年9月21日）
7. B★P（1991年9月1日）
8. GET（1992年12月2日）
9. TO OUR BROTHER（1993年9月22日）
10. FUNKASTIC OYAGE（1994年10月21日）
11. DA BUBBLEGUMBROTHERS SHOW ☆多力本願☆（2009年11月25日）

#### ベスト・アルバム
1. B・G・B・G・B（1992年5月21日）
2. STAR BOX（1999年1月30日）
3. STAR BOX EXTRA バブルガム・ブラザーズ（2001年12月5日）
4. Brand-new Georgeous Best（2007年1月31日）

## 主な出演

### テレビ番組
- 「深夜遊戯DX」（テレビ東京系）
- 「バブル&リカコSOUL天国」（テレビ東京系）
- 「男²」（フジテレビ、1987年） - レギュラーMC担当[10]
- 「ヒットスタジオR&N」（フジテレビ）
- 「JOCX-PARK ドキドキしちゃう」（フジテレビ） - 1992年　司会
- 「爆笑そっくりものまね紅白歌合戦スペシャル」（フジテレビ） - 2008年4月1日
- 「勝手に海賊テレビ」（テレビせとうち）
- 「音もダチだぜ!気分はセッション」（東海テレビ）
- 「パーティー野郎ぜ!」（朝日放送） - 司会

### NHK紅白歌合戦出場歴
| 年度/放送回              | 回 | 曲目          | 出演順 | 対戦相手   |
| ------------------------ | -- | ------------- | ------ | ---------- |
| 1991年（平成3年）/第42回 | 初 | WON'T BE LONG | 01/28  | 西田ひかる |

注意点
- 出演順は「出演順/出場者数」で表す。

### ラジオ
- 「サタディナイトラヴ とびだせ! ASSSA CLUB」（文化放送）
- 「バブルガム・ブラザーズのオールナイトニッポン」（ニッポン放送）
- 「明治ファンキートゥナイト　バブルガム・ブラザーズのCLUBハッスル!」（ニッポン放送）
- 「バブルガム・ブラザーズのスーパーフリーク」（JFN系）

### CM
- 森永乳業「エスキモー グーグークラスター(Goo Goo Cluster)」（1986年）
- 明治「LUCKY」（1992年）
- 明星「龍翔」（1993年）